# 扩展巨盘吸虫
扩展巨盘吸虫（学名：Gigantocotyle explanatum）为同盘科巨盘属的动物。分布于缅甸、菲律宾、印度、斯里兰卡、印度尼西亚、非洲、大洋洲以及中国大陆的广东、福建等地，营寄生生活，终末宿主黄牛、水牛、瘤牛、绵羊、马羚，寄生于真胃和胆管。